# Koçoğlu, Sarıkamış
Koçoğlu là một xã thuộc huyện Sarıkamış, tỉnh Kars, Thổ Nhĩ Kỳ. Dân số thời điểm năm 2010 là 94 người.